# Michael Llewelyn Davies
Michael Llewelyn Davies (Londra, 16 giugno 1900 – Sandford-on-Thames, 19 maggio 1921) è stato, insieme ai suoi quattro fratelli, fonte primaria di ispirazione del drammaturgo scozzese James Matthew Barrie per la creazione dei personaggi correlati a Peter Pan; molti anni dopo Nico, il minore dei ragazzi Llewelyn Davies ed unico rimasto in vita, lo ha descritto come "il più intelligente di noi, il più originale, il genio potenziale".
Michael annegò nel Tamigi assieme ad un carissimo compagno di università, pochi giorni prima del suo ventunesimo compleanno.

## Biografia

### Primi anni e identificazione con Peter Pan

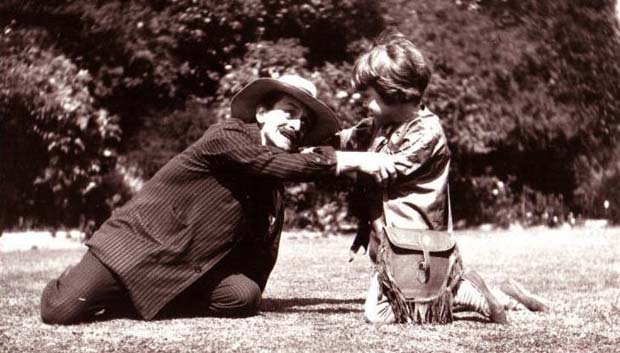
Barrie mentre gioca sul prato col piccolo Michael.

Michael era il quarto dei cinque figli di Arthur e Sylvia Llewelyn Davies e quando nacque Barrie era già intimo amico di famiglia da almeno tre anni; dei bambini, lui e il fratello George furono i due più vicini allo scrittore mentre questi ideava le storie e i personaggi riguardanti Peter, il ragazzo/folletto che rifiuta di diventare adulto.
Michael è considerato come la persona che ha più influenzato la rappresentazione di Peter Pan nel romanzo del 1911 intitolato Peter e Wendy, a sua volta basato sulla precedente pièce teatrale del 1904 Peter Pan, o il bambino che non voleva crescere. La prima apparizione di Peter, da neonato, è nella raccolta di racconti L'uccellino bianco, scritto proprio poco dopo la nascita di Michael, tra la fine del 1900 e l'anno seguente.
L'inverno successivo, al debutto dell'opera teatrale dedicata a Peter, Michael rimase a letto malato per diversi mesi, tanto che Barrie portò alcuni attori del cast nella casa della famiglia Llewelyn Davies a Berkhamsted e qui ricreò le scene della rappresentazione per mostrarle direttamente al bambino. Tra il 1904 e il 1910 lo scrittore inizio a comporre un sequel della storia di Peter intitolata provvisoriamente "Michael Pan", materiale poi confluito nel romanzo del 1911.
La statua dedicata a Peter Pan, situata ai Kensington Gardens, venne costruita nel 1912 e modellata su fotografie di Michael all'età di 6 anni, vestito da Peter Pan; tuttavia lo scultore George Frampton diede alla statua le fattezze di un altro bambino, lasciando lo scrittore molto deluso dal risultato ottenuto, tanto da fargli dichiarare: «non riesce a mostrare affatto il diavolo che è in Peter».
Barrie divenne il tutore legale dei cinque fratelli in seguito alla morte del padre nel 1907 e poi anche della madre nel 1910. Lo scrittore rimase sempre molto vicino a Michael per tutta l'infanzia e adolescenza, seguendone con partecipazione gli studi durante gli anni della scuola; in particolare il loro legame si rafforzò soprattutto dopo la morte di George nel 1915 sul fronte occidentale, durante la prima guerra mondiale. Il fratello minore Nico successivamente descrisse Michael e George come i due a cui Barrie era più affezionato.
Michael frequentò l'Eton College, dove ebbe qualche difficoltà ad adattarsi alla vita lontano da casa; durante questo periodo scambiò un gran numero di lettere, anche a ritmo giornaliero, con lo "zio Jim" Barrie, nelle quali gli raccontò tra l'altro di soffrire di incubi notturni. Riuscì comunque a farsi un certo numero di amici e i suoi risultati negli studi furono sempre eccellenti: appassionato di arte e letteratura, si dilettava saltuariamente a scrivere poesie. Venne sempre descritto dagli insegnanti e dai compagni come un ragazzo brillante, destinato a grandi cose.

### Ultimi anni
Dopo aver terminato il college, Michael si iscrisse al Christ Church di Oxford, dove continuò con regolarità a corrispondere con Barrie; per un breve periodo sembrò anche intenzionato a trasferirsi all'Università di Parigi per studiare arte, ma tornò quasi subito ad Oxford. Molti dei compagni di Eton lo seguirono ad Oxford, ma divenne molto intimo in particolare di Rupert Buxton, figlio del parlamentare sir Thomas Buxton.
I due giovani divennero presto amici inseparabili: affiatatissimi, trascorrevano insieme non solo il tempo universitario, ma anche le vacanze. Buxton, che aveva un notevole vena poetica, fu uno dei pochissimi amici di Michael a piacere molto anche a Barrie, con cui si trovò immediatamente in sintonia.
In un'intervista registrata nel 1976 il politico del Partito Conservatore Robert Boothby, che era stato un caro amico di Michael sia a Eton che a Oxford, parlò dei rapporti intrattenuti dal giovane Llewelyn Davies con i compagni di corsi durante quel periodo: alla domanda se l'amico fosse omosessuale, Boothby ha risposto evasivamente «durante quel periodo [...] credo che lo fosse» e «Penso che Michael non abbia mai avuto delle vere e proprie fidanzate [...] ma credo che abbia vissuto una fugace attrazione nei confronti di Roger Senhouse» (futuro editore e traduttore, nonché membro del Bloomsbury Group).
Boothby ha anche riferito di aver scoraggiato la relazione affettiva tra Michael e Buxton, avvertendo come un "senso di sventura" aleggiante sul secondo e una "vena suicida" in lui. Anche se criticò il rapporto tra Michael e il suo tutore Barrie come "morboso e malsano", respinse fermamente l'ipotesi che vi fosse un qualche aspetto sessuale in esso; ha invece considerato come altamente probabile che vi fosse tra Michael e Buxton.

### Morte
Ventotto giorni prima di raggiungere la maggiore età, Michael annegò in compagnia di Buxton in un laghetto artificiale nei pressi della chiusa di Sandford lungo il fiume Tamigi, pochi chilometri a sud di Oxford. L'"Oxford Magazine" riportò la notizia, pubblicando un necrologio per la coppia: «Due famiglie piangono la loro perdita. Erano intimi amici e non sono stati separati neppure dalla morte. Siamo noi che d'ora in poi dobbiamo imparare a vivere senza di loro». Barrie scrisse l'anno seguente sulla morte di Michael: «è stata, in un certo senso, in parte anche la mia morte».
Lo strettissimo legame vigente tra i due, combinato con le circostanze incerte dell'accaduto, ha portato alla speculazione che la coppia sia morta in un concordato patto suicida. Le correnti pericolose in quel tratto di corso d'acqua erano note, vi erano difatti cartelli d'avvertimento che segnalavano il pericolo e commemoravano gli innumerevoli annegamenti avvenuti. Nonostante ciò i due giovani decisero di fare il bagno proprio in quel punto.
Buxton era un buon nuotatore, mentre Michael aveva paura dell'acqua e non sapeva nuotare bene. Un testimone, durante l'inchiesta del coroner, riferì che uno dei due, seduto su una pietra della diga, veduto l'altro in difficoltà si tuffò per andare ad aiutarlo. I loro corpi furono recuperati il giorno successivo strettamente abbracciati e la conclusione del coroner fu che Michael annegò accidentalmente e Buxton morì nel tentativo di salvargli la vita. Alcuni racconti successivi riferiscono anche che i due avessero le mani intrecciate. I fratelli Peter e Nico più tardi considerarono il suicidio come la spiegazione più probabile, così come fece immediatamente anche Barrie. Anche se Boothby nel 1976 descrisse Buxton come avente «una vena quasi suicida in sé», non prese una posizione definitiva sull'eventualità che Buxton sia morto nel tentativo di salvare Michael, oppure che si fosse impulsivamente unito a lui trascinando entrambi sott'acqua volontariamente, o se in realtà siano morti a seguito di un patto suicida stretto precedentemente.

## Riferimenti nella cultura di massa
L'opera teatrale del 1988 The Death of Peter Pan, opera del drammaturgo australiano Barry Lowe, è basata sulla vita di Michael e si concentra proprio sul suo rapporto sentimentale con Rupert Buxton. Michael appare anche nel dramma di John Logan Peter and Alice (2013).